# Muhlenbergia appressa
Muhlenbergia appressa är en gräsart som beskrevs av Leslie Newton Goodding. Muhlenbergia appressa ingår i släktet muhlygräs, och familjen gräs. Inga underarter finns listade i Catalogue of Life.